# Лупу Костакі (намісник)
Лупу Костакі (рум. Lupu Costachi, Лупул Костаке; убитий між 1716 і 1719) — каймакам Молдавського князівства у 1711.

## Біографія
Призначений турецьким пашею каймакамом — намісником господаря.
Пізніше страчений Миколою Маврокордатом.